# Miticyno
Miticyno (ros. Митицыно) – wieś w Rosji, w rejonie szeksnińkim obwodu wołogodzkiego. W 2010 r. liczyła 132 mieszkańców.